# Алексєєв Петро Олексійович (революціонер)
Петро́ Олексі́йович Алексє́єв (нар. 26 січня 1849, Новинське — пом. 28 серпня 1891) — один з перших російських робітників-революціонерів, ткач.

## Біографічні відомості
Народився в бідній селянській сім'ї в селі Новинському Сиговського повіту Смоленської губернії.
Революційну діяльність почав у 70-их роках. Брав участь у роботі революційних робітничих гуртків Санкт-Петербурга та Москви, де ознайомився з «Капіталом» К. Маркса.
У квітні 1875 року Алексеєв був заарештований. Судився по «процесу 50-ти». На суді 22 (10) березня 1877 виголосив відому промову про історичну роль російського робітничого класу. Її заключними словами були «підніметься мускулиста рука мільйонів робочого люду, і ярмо деспотизму, захищене солдатськими штиками, розлетиться в прах», які В. І. Ленін назвав великим пророцтвом російського робітника-революціонера (див. Ленін В. І. Твори, т. 4, с. 337). Цю промову Алексеєва вивчали робітники.
У 1905 році Іван Франко поширював її серед нафтовиків Борислава. Після 10-річної каторги Алексеєв оселився в Якутії. Вбитий грабіжниками.
В радянські часи на його сечть був возведений п'ятиметровий обеліск у Якутску, а на його батьківщіні встановлено пам'ятника.